# Catopyrops altijavana
Catopyrops altijavana är en fjärilsart som beskrevs av Lambertus Johannes Toxopeus 1930. Catopyrops altijavana ingår i släktet Catopyrops och familjen juvelvingar. Inga underarter finns listade i Catalogue of Life.